# کیم کیونگ سو
کیم کیونگ سو (کره‌ای: 김경수؛ زادهٔ ۱ دسامبر ۱۹۶۷) سیاستمدار اهل کره جنوبی است که از سال ۲۰۱۶ تا ۲۰۱۸ عضو مجلس ملی کره جنوبی بود و از ۲۰۱۸ تا ۲۰۲۱ به عنوان فرماندار استان گیونگ‌سانگ جنوبی فعالیت می‌کرد، تا اینکه به دلیل دستکاری نظرات عمومی محکوم و دستگیر شد.